# Koronaüveg

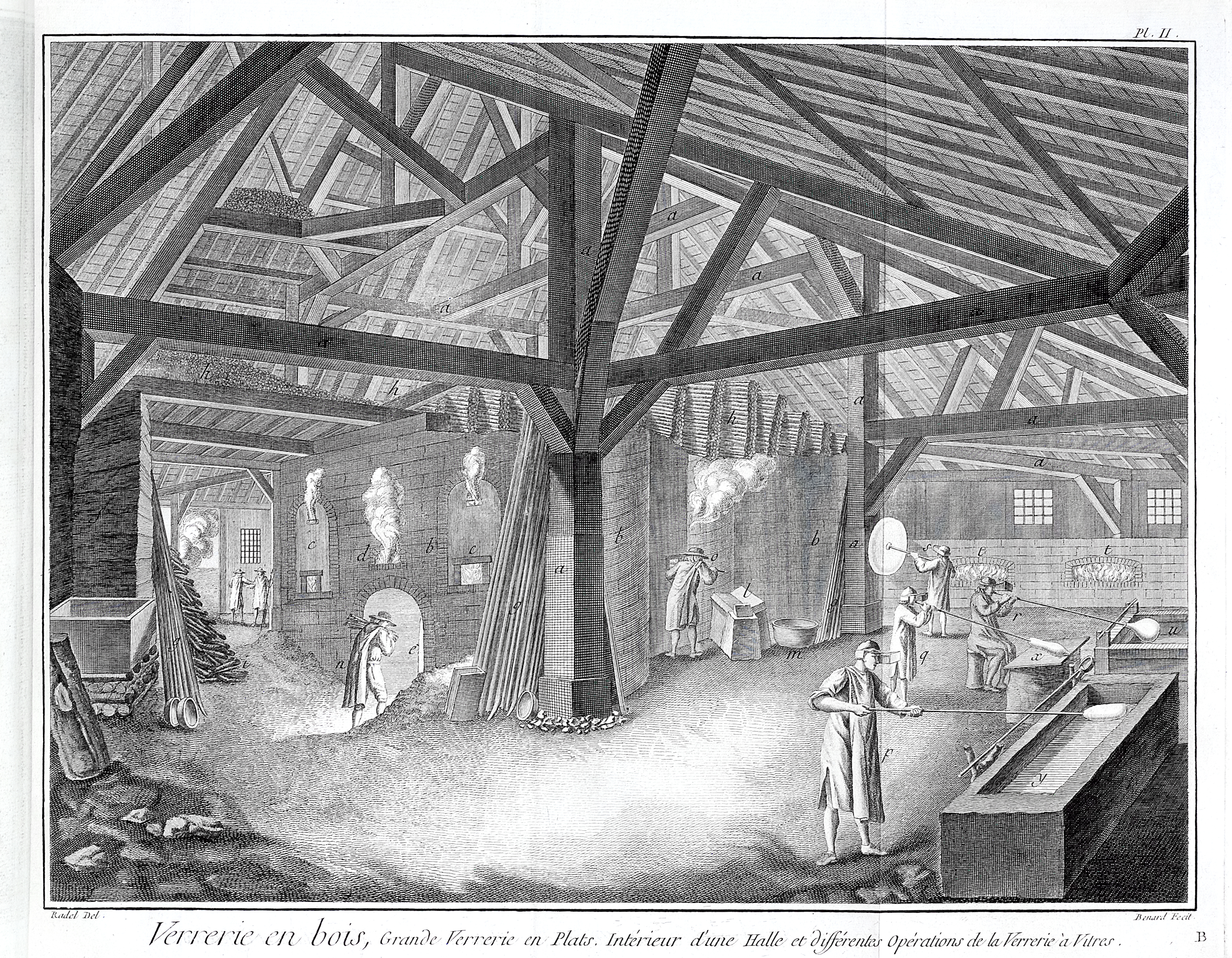
A koronaüveg gyártása a Nagy Francia Enciklopédiában

Koronaüvegnek, illetve holdüvegnek a 9–10. században még a Szíriában föltalált forgatásos-pörgetéses eljárással előállított kis (legfeljebb 30 cm²-es) üvegtáblákat nevezték. Miután a 10. században feltalálták a hengerfújást, az üvegtáblákat egészen a 19. századig ezzel a módszerrel készítették, és a koronaüveg korai jelentése feledésbe merült.
A 17. századtól koronaüvegnek a fénytani üvegek egyik fajtáját nevezik. Ez olyan, a többi fénytani üveghez hasonlóan különlegesen tiszta és homogén anyagú üveg, amelynek törésmutatója a közönséges táblaüvegénél nagyobb (1,52–1,62), de a flintüvegét nem éri el. Diszperziója > 55 (a flintüvegé < 50).
Alapváltozatának kémiai összetétele a cseh kristályüvegével nagyjából azonos (de annál homogénebb). Knapp Oszkár 1940-ben kiadott munkája az alábbi fajtáit különbözteti meg:
- közönséges koronaüveg (SiO2: 73%;	Al2O3: 2%;	CaO: 3%;	Na2O: 5%;	K2O: 17%)
- baritkoronaüveg (SiO2: 48%; Al2O3: 1%; 	CaO: 0;	Na2O: 1%; K2O: 7%; B2O3: 4%; ZnO: 9%; 	BaO: 30%)
- bórkoronaüveg (SiO2: 71%; Al2O3: 5%; CaO: 0;	Na2O: 10%; B2O3: 14%)
- fluorkoronaüveg (SiO2: 53%; Al2O3: 9%; CaO: 0; Na2O: 0;	K2O: 16%; B2O3: 16%)